# Demolition Man
(Tagline del film)
Demolition Man è un film del 1993 diretto da Marco Brambilla.
Il film, con protagonisti Sylvester Stallone, Wesley Snipes e Sandra Bullock, racconta la storia di due uomini: un antieroico e pericoloso poliziotto e uno psicopatico signore del crimine. Messi in criopreservazione nel 1996, sono riportati in vita nell'anno 2032 per ritrovarsi in una società pacifica totalmente stravolta. Alcuni aspetti della trama richiamano il romanzo distopico di Aldous Huxley, Il mondo nuovo (1932).

## Trama
Los Angeles, 1996: John Spartan, sergente della LAPD, soprannominato "Demolition Man" per via dei metodi poco ortodossi, riesce finalmente a catturare il folle e spietato criminale Simon Phoenix, a cui dava la caccia da un paio d'anni. Durante l'operazione però, a causa dell'esplosione di un vecchio palazzo dismesso dove Phoenix si nasconde, restano coinvolti anche 30 civili, passeggeri di un autobus, che il criminale aveva preso in ostaggio. In via preventiva, entrambi vengono condannati a "congelamento correttivo" in un crio-penitenziario.
Trentasei anni dopo, il 3 agosto 2032, durante l'udienza per il suo rilascio, Phoenix riesce a liberarsi e fuggire, uccidendo due guardie, il direttore del carcere e un medico cui sottrae l'auto. La polizia interviene ma si ritrova impreparata a far fronte alla violenza del criminale: la società ha infatti subito enormi cambiamenti, Los Angeles ha inglobato le città vicine di San Diego e Santa Barbara diventando San Angeles, e ora tutti i cittadini sono educati e tranquilli. I peggiori crimini sono violare il coprifuoco, dire parolacce e scrivere sui muri; la violenza è sparita, tanto che l'allarme "187 Morte-Delitto-Omicidio" non scatta più da diversi anni. Di fronte al precipitare della situazione, il tenente Lenina Huxley, la quale è a conoscenza delle gesta di John Spartan nel XX secolo, assieme all'agente veterano Zach Lamb, ne propone lo scongelamento anticipato, ritenendolo ancora l'unica persona in grado di fermare Phoenix. Spartan viene quindi decongelato e informato dei fatti.
Ritenendo che la prima cosa che un soggetto come Phoenix può fare è procurarsi delle armi da fuoco, Spartan, assieme a Lenina e ad Alfredo Garcia, un suo collega, si reca in un museo dedicato alla vita del XX secolo, unico luogo in cui si trovano pistole e simili. Durante l'operazione, il criminale riesce a fuggire ma Spartan salva la vita al dottor Raymond Cocteau, governatore di San Angeles, il quale lo ringrazia invitandolo a cena la sera stessa.
Successivamente Phoenix, colpito dal fatto di sentire continuamente la voce di Cocteau nella sua testa, si reca a casa sua per chiederne il significato. Il governatore gli risponde che, durante l'ibernazione, è stato rieducato allo scopo di uccidere Edgar Friendly, un ribelle a capo di un gruppo formato da diverse centinaia di persone che si rifiutano di vivere secondo gli standard imposti da lui stesso e che vivono nelle gallerie e nelle fogne cittadine. Phoenix, costretto ad obbedire agli ordini, impone a Cocteau di scongelare altri detenuti ibernati nello stesso crio-penitenziario dov'era stato rinchiuso lui, allo scopo di avere man forte durante l'operazione.
Nel frattempo Spartan, accedendo al programma rieducativo di Phoenix, capisce il piano di Cocteau e si reca sul luogo di lavoro del governatore assieme a Lenina per accusarlo apertamente. Cocteau allora, nel tentativo di salvarsi la faccia, ordina al tenente di riportarlo nel crio-penitenziario per dare via all'operazione di ricongelamento. La donna però disubbidisce agli ordini e accetta, assieme al collega Garcia, di seguire invece Spartan nel sottosuolo, essendo questo anche l'unico luogo dove un criminale come Phoenix può nascondersi senza dare nell'occhio. Durante le loro ricerche i tre s'imbattono in Edgar Friendly e la sua gente. Dopo un momento d'iniziale tensione, John si dimostra amichevole nei confronti di Friendly, esponendogli la sua contrarietà agli ideali di Cocteau. Dopo avergli suggerito di prendere tutti i suoi affiliati e risalire in superficie per cambiare la società, lo informa che Phoenix lo sta cercando per ucciderlo su ordine di Cocteau. Poco dopo difatti, il criminale, spalleggiato dagli altri uomini dei quali aveva chiesto lo scongelamento, arriva sul posto. Ne nasce una sparatoria, durante la quale Phoenix riesce nuovamente a fuggire, risalendo la superficie e rubando l'auto di pattuglia di Lenina per allontanarsi. Inseguito da Spartan e dalla stessa Lenina, quando finalmente il poliziotto riesce a raggiungerlo saltando sull'auto della donna, Phoenix gli confida di essere stato lui stesso, trentasei anni prima, a uccidere i 30 ostaggi dell'autobus prima della sua cattura. Irato da quelle frasi, che gli fanno capire di avere pagato per un fatto non commesso, John getta Phoenix in mezzo alla strada.
Successivamente il criminale, non sopportando più la presenza di Spartan e vedendo che Cocteau non fa nulla per toglierglielo di torno, si ribella al suo liberatore, facendolo uccidere da uno dei suoi spalleggiatori, dal momento che il governatore lo aveva rieducato in modo da impedirgli di fargli del male. Progetta poi di scongelare tutti i peggiori detenuti del crio-penitenziario, in modo da ottenere un esercito con cui conquistare la città. Nel frattempo, visti i disordini creati, il capo della polizia George Earle cerca di far arrestare Spartan, ma durante lo scontro verbale fra i due, gli agenti vengono raggiunti dai ribelli capeggiati da Friendly, il quale ha deciso di seguire il consiglio di Spartan e di uscire allo scoperto. Gli uomini prestano a John le loro armi in modo da non farlo andare a mani nude ad affrontare Phoenix per l'ultima volta.
Venuto a sapere delle intenzioni del criminale, Spartan si reca nel crio-penitenziario, dove ingaggia una lotta senza esclusione di colpi con il nemico di sempre e alla fine riesce a ucciderlo. Il successivo incontro fra i ribelli e i comuni cittadini segna la fine di quel mondo eccessivamente pulito, permettendo la nascita di un nuovo modo di vivere, né anarchico come quello dei primi né restrittivo e controllato come quello dei secondi.

## Produzione
Le riprese vennero realizzate soprattutto in California; si possono ricordare alcune località come: San Diego, Thousand Oaks, Pasadena, Los Angeles, Irvine, El Segundo, Downtown, West Hollywood, Burbank e Westlake Village. Parte delle scene vennero anche realizzate a Louisville, Kentucky. La General Motors fornì al team di produzione 18 modelli su misura per i veicoli civili e le pattuglie della SAPD presenti nel film.
I ruoli dei protagonisti erano stati originariamente proposti a Jean-Claude Van Damme e Steven Seagal, ma entrambi declinarono l'offerta.
Il tenente Lenina Huxley, interpretato da Sandra Bullock, è un omaggio esplicito al romanzo Il mondo nuovo, in quanto porta il nome di Lenina Crowne (una delle protagoniste) e il cognome di Aldous Huxley (l'autore).
Nella versione originale del film si dice che Taco Bell nel futuro è "l'unica catena sopravvissuta alla guerra dei ristoranti". Poiché Taco Bell detiene una popolarità limitata al di fuori degli Stati Uniti, la versione europea del film la sostituisce con Pizza Hut, con dialoghi ridoppiati e loghi modificati in fase di post-produzione.
Il futuro in cui è ambientato il film menziona Arnold Schwarzenegger come ex-Presidente degli Stati Uniti d'America. Paradossalmente, dieci anni dopo l'uscita del film, Schwarzenegger si candiderà realmente in politica per le Elezioni governatoriali in California del 2003, che lo decreteranno Governatore della California dal 2003 al 2011.
Il budget del film è stato di 50 milioni di dollari.

## Colonna sonora
Il brano principale del film (udibile nei titoli di coda) è una nuova versione della canzone omonima originariamente registrata da Grace Jones e scritta nel 1981 da Sting durante la sua militanza nei The Police. La canzone è stata ripresa da Sting in occasione dell'uscita del film, in un EP intitolato Demolition Man nel 1993.
La musica orchestrale è stata composta da Elliot Goldenthal ed è stata pubblicata il 23 novembre 1993 da Varèse Sarabande in un'edizione costituita da 16 tracce (30 minuti di musica).

### Tracce
1. Dies Irae – 1:51
2. Fire Fight – 1:35
3. Guilty as Charged – 3:58
4. Action, Guns, Fun – 1:26
5. Machine Waltz – 1:56
6. Defrosting – 1:43
7. Confronting the Chief – 0:32
8. Museum Dis Duel – 1:56
9. Subterranean Slugfest – 1:44
10. Meeting Coctaeu – 1:42
11. Tracking Simon Phoenix – 3:03
12. Obligatory Car Chase – 3:06
13. Flawless Pearl – 1:15
14. Final Confrontation – 1:55
15. Code 187 – 0:41
16. Silver Screen Kiss – 1:30

## Accoglienza

### Critica
Il film ha ricevuto critiche generalmente buone. Sul sito Rotten Tomatoes registra il 63% delle recensioni professionali positive, definendolo "uno sparatutto di fantascienza migliore della media con un sottofondo satirico". Su IMDb ha una valutazione positiva di 6,7/10. Su Metacritic ha invece un punteggio di 34 su 100 basato su 9 recensioni.
Kenneth Turan del Los Angeles Times scrisse che il film non riusciva a dare agli appassionati l'azione che desideravano, sostituendola invece con commenti satirici fuori luogo. Vincent Canby del The New York Times lo definì "un importante artefatto del nostro tempo o, almeno, di questa settimana". Richard Schickel del Time scrisse che "alcune satire sociali pungenti rischiano di venire messe in ombra da esplosioni eccessive e casting incurante".

### Incassi
Il film ha esordito al primo posto del botteghino statunitense, incassando 14262432 $ durante la prima settimana nei cinema. Ha concluso la sua corsa al botteghino con un ricavato totale di 58055768 $ negli Stati Uniti e 159055768 $ in tutto il mondo.
Nel 2017 Sylvester Stallone ha querelato Warner Bros. Pictures per avere a suo dire falsificato in passato gli incassi in modo da frodarlo, non rispettando gli obblighi contrattuali che prevedevano un 15% a favore di Stallone in caso di raggiungimento di 125 milioni di dollari al botteghino.

## Riconoscimenti
- 1994 - Saturn Award
  - Candidatura per il miglior film di fantascienza
  - Candidatura per i migliori costumi
  - Candidatura per i migliori effetti speciali
- 1994 - MTV Movie Awards
  - Candidatura per il miglior cattivo a Wesley Snipes
- 1994 - ASCAP Film and Television Music Awards
  - Top Box Office film a Elliot Goldenthal

## Videogiochi
La Virgin Interactive pubblicò due videogiochi per console tratti con licenza ufficiale dal film:
- Demolition Man (1994) per 3DO, di genere misto
- Demolition Man (1995) per SNES, Mega Drive e Mega CD, gioco a piattaforme alternato a fasi sparatutto con visuale dall'alto

## Sequel
Il 3 maggio 2020, durante un video sul suo profilo instagram, Sylvester Stallone ha annunciato che la Warner Bros. era al lavoro sul sequel del film.